# Кашаган Куржиманулы
Кашаган Куржиманулы, Кашаган-жырау (каз. Қашаған жырау Құржыман ұлы) (1841—1929) — казахский акын, жырау, видный представитель казахского устно-поэтического творчества.

## Биография
Происходит из подрода Туркменадай-Косай рода Адай племени Алшын.
Сведений о жизни Кашагана-жырау сохранилось крайне мало. Известно, что он родился в ауле Мырзабасы на территории современного Дашогузского велаята Туркменистана, а умер в ауле Кырыккез на территории современной Мангистауской области Казахстана.
Могила поэта находится на территории некрополя, также носящего название Кырыккез.

## Творчество
До наших дней дошла лишь небольшая часть поэтического наследия Кашагана-жырау. Первой публикацией его творчества стали толгау, напечатанные в алма-атинском журнале «Әдебиет майданы» («Литературный фронт», в настоящее время — «Жұлдыз») в 1935 году, уже после смерти поэта. В дальнейшем его произведения неоднократно публиковались в различных сборниках как во времена СССР, так и в независимом Казахстане.
Наибольшую известность получили эпические поэмы «Происхождение Адая», «Земля предков», «Прибой». Среди других произведений поэта — выражающие народное недовольство местными властями «Обращение к мюриду Ескали» и «Обращение к Оразалы», нравоучительные «Обращение к акыну Берекету» и «Обращении к Сакыпу», героические «Состязание с поэтом Изимом», «Обращение к Избасу», «Сорок крымских батыров».

## Память
Памятник Кашагану-жырау установлен на площади Согласия (Ынтымак) в Актау. Имя поэта носят средняя школа в селе Сенек Каракиянского района Мангистауской области и средняя школа № 8 в Жанаозене, а также нефтегазовое месторождение Кашаган на севере Каспийского моря.